# Fenetilin
Fenetilin je sintetički prolek koji se koristi kao psihostimulans. On je u prodaji pod imenom Kaptagon.

## Farmakologija
Fenetilin se metaboliše u telu do amfetamina (24,5% oralne doze) i teofilina (13,7% oralne doze), koji su aktivni psihostimulansi. Fiziološko dejstvo fenetilina je stoga rezultat kombinacije tri leka.

## Spoljašnje veze
|  | Molimo Vas, obratite pažnju na važno upozorenje u vezi sa temama iz oblasti medicine (zdravlja). |